# Liste der Bischöfe von Mondovì
Die folgenden Personen waren Bischöfe von Mondovì in Italien.
- Damiano Zavaglia, O.P. (1388–1403)
- Giovanni de Soglio (1404–1413)
- Franceschino Fauzone (1413–1424)
- Guido Ripa, C.R.S.A. (1429–1429)
- Percivallo de Balma (1424–1438) (auch Bischof von Belley)
- Aimerico Segaudi, C.R.S.A. (1438–1470)
- Jean Michel (1466)
- Antonio Fieschi (1470–1484)
- Antoine Champion (1484–1490) (auch Bischof von Genf)
- Gerolamo Calagrano (1490–1497)
- Amedeo di Romagnano (1497–1509)
- Carlo Roero (1509–1512)
- Lorenzo Fieschi (1512–1519)
- Ottobono Fieschi (1519–1522)
- Urbano de Miolans (1523–1523)
- Gerolamo Ferrero  (1523–1523)
- Carlo de Camera (1523–1550)
- Bartolomeo Pipero (1553–1559)
- Antonio Michele Kardinal Ghislieri, O.P. (1560–1566)
- Vincenzo Kardinal Lauro (1566–1587)
- Felice Bertodano (November bis Dezember 1587)
- Vincenzo Lauro (1587–1588) (2. Mal)
- Giannantonio Castruccio (1589–1602)
- Carlo Argentero (1603–1630)
- Carlo Antonio Ripa (1631–1641)
- Maurizio Solaro (1642–1655)
- Michele Beggiamo (1656–1662) (auch Erzbischof von Turin)
- Giacinto Solaro di Moretta (1663–1667)
- Domenico Truchi (1667–1697)
- Giambattista Isnardi (1697–1732)
- Sedisvakanz (1732–1741)
- Carlo Felice Sammartino (1741–1753)
- Michele Casati (1753–1782)
- Giuseppe Anton Maria Corte (1783–1800)
- Giovanni Battista Pio Vitale (1803–1821)
- Francesco Gaetano Bullione di Monale (1824–1842)
- Giovanni Tommaso Ghilardi, O.P. (1843–1873)
- Placido Pozzi (1873–1897)
- Giovanni Battista Ressia (1897–1932)
- Sebastiano Briacca (1932–1963)
- Carlo Maccari (1963–1968) (auch Erzbischof von Ancona)
- Francesco Brustia (1970–1975)
- Massimo Giustetti (1975–1986) (auch Bischof von Biella)
- Enrico Masseroni (1987–1996) (auch Erzbischof von Vercelli)
- Luciano Pacomio (1996–2017)
- Egidio Miragoli (seit 2017)